# Matthias Mück
Matthias Mück (* 1967 in Mainz) ist ein deutscher Organist, Kantor, Kathedralmusiker und Dozent.

## Leben und Wirken
Nach dem Abitur absolvierte Matthias Mück von 1990 bis 1998 ein Studium der katholischen Kirchenmusik, zunächst am Fachbereich Musikerziehung der Johannes-Gutenberg-Universität Mainz – parallel erhielt er Unterricht im Fach Orgel bei Peter A. Stadtmüller und in Improvisation bei dem Fuldaer Domorganisten Hans-Jürgen Kaiser – das er 1994 mit dem B-Examen abschloss.
In Anschluss begann Mück ein kirchenmusikalisches Aufbaustudium an der Staatlichen Hochschule für Musik und Darstellende Kunst Frankfurt/Main, mit Orgelunterricht bei Reinhardt Menger und Martin Lücker und erwarb 1998 das A-Examen. Zum Sommersemester 1999 schrieb sich Matthias Mück erneut an der Universität Mainz ein, um in dem Aufbaustudiengang Konzertexamen Orgelimprovisation am Fachbereich Musik bei Hans-Jürgen Kaiser zu studieren, den er 2001 abschloss.
Im März 1998 übernahm Mück die Organistenstelle an St. Johannes, Apostel in Frankfurt-Unterliederbach sowie das Amt des zweiten Chorleiters und Korrepetitors im Chor der Stadt Wiesbaden, die er bis Januar 2000 innehatte. In dieser Zeit gelang es Mück auch, an St. Johannes eine neue Konzertreihe zu begründen. Seit 1997 war er ebenfalls der musikalische Leiter des katholischen Kirchenchores St. Martinus in Hattersheim am Main.
2000 folgte er schließlich den Ruf an die Kathedral- und Propsteikirche St. Sebastian in Magdeburg für die Stelle des Kathedralmusikers und verantwortlichen Kirchenmusikers. Seither gibt Matthias Mück regelmäßig Orgelkonzerte im In- und Ausland als Solist mit Vorliebe für die Improvisation und der „Alten Musik“ wie auch als Begleiter (Continuo) für Oratorien-Konzerte. Darüber hinaus nahm er bereits zweimal aktiv an der Internationalen Orgelakademie Altenberg für Orgelimprovisation des Kultusministeriums Nordrhein-Westfalens teil.
Mücks Musikertätigkeit wird ergänzt durch verschiedene Lehraufträge in den Fächern Chorleitung, Musikgeschichte und Orgel für die nebenamtliche Kirchenmusikausbildung (C-Examen) im Bistum Magdeburg sowie seit 2001 im Fach Orgel am Konservatorium Georg Philipp Telemann in Magdeburg. Er ist Mitglied der Bischöflichen Liturgiekommission des Bistums Magdeburg und wirkt auch als Diözesanbeauftragter der Unterkommission für das neue Gebet- und Gesangbuch sowie als amtlicher Orgelsachverständiger des Bistums.

## Tonträger (Auswahl)
- Sechs Kapitel Orgelklang : Schlöben, Gera, Coburg, Schlettau, Lichtenwalde, Schöneck. Studio B.TONT Knut Becker, Berlin 2015.[4]